# 川崎市中央卸売市場
川崎市中央卸売市場（かわさきしちゅうおうおろしうりしじょう）は、神奈川県川崎市が開設し、管理運営に当たる中央卸売市場。現在は北部市場（宮前区水沢）1場のみが開設されている。

## 概要
政令指定都市として多くの人口を抱える川崎市の市民の台所を支える食品安定流通の拠点として機能する卸売市場。また市場を運営する担当部局の名称でもある。昭和57年に北部市場が開場して以降長年にわたり北部市場と南部市場（かつての本場）の2場を運営していたが、市場取扱い高が減少し第8次及び第9次中央卸売市場整備計画を基に再整備が検討され、2007年（平成19年）に南部市場が地方卸売市場に転換。中央卸売市場としては北部市場1場のみとなった。

## 沿革
- 1944年（昭和19年）、県知事の認可を受け川崎市中央市場（本場）を開設（川崎市南幸町、現在の南部市場）。
- 1956年（昭和31年）、川崎市中央卸売市場について、農林水産大臣の開設認可
  - 同年同月、川崎市中央卸売市場業務規程（昭和31年条例第25号）及び同施行規則（昭和31年規則第32号）を制定
- 1957年（昭和32年）2月、卸売人に農林大臣の認可。
- 1958年（昭和33年）3月、本場及び中原分場（丸子通）、高津分場（溝の口）中央卸売市場として業務開始。中原分場及び高津分場は民有地にて業務開始。
- 1959年（昭和34年）11月、本場水産物部仲買人制（4社）による業務開始。同時期、本場付属営業人（現在の関連事業者）業務開始。
- 1960年（昭和35年）5月、中原分場が市有地に移転（川崎市宮内）。
  - 同年9月、川崎市花き条例制定。川崎花卉園芸に花き市場卸売人としての認可。
  - 同年10月、本場に併設される形で川崎花き市場が開場。
- 1961年（昭和36年）7月、高津分場が市有地に新設移転。
- 1964年（昭和39年）5月、本場に農林省神奈川統計情報事務所駐在室が設置される。
- 1970年（昭和45年）07月、卸売市場法（昭和46年法律第35号）を施行、同時に旧・中央卸売市場法（大正12年法律第35号）を廃止
- 1972年（昭和47年）02月、川崎市中央卸売市場業務条例について、農林大臣の許可
  - 同年04月、川崎市中央卸売市場業務条例（昭和47年条例第1号）及び同施行規則（昭和47年規則第36号）を施行、同時に川崎市中央卸売市場業務規程及び同施行規則を廃止
  - 同月、中原分場・高津分場の名称を、中原市場・高津市場に変更（業務条例第2条）
  - 同年07月、青果部で仲卸制を実施（本場4社、中原市場2社、高津市場1社）
- 1974年（昭和49年）4月、花き部開設（本場及び溝の口卸売場）
- 1979年（昭和54年）1月、北部市場起工式。
- 1982年（昭和57年）6月、北部市場開場式。
  - 同年7月北部市場業務開始。同時に中原・高津両市場が廃止。本場を「南部市場」に名称変更。
- 2007年（平成19年）3月、川崎市地方卸売市場南部市場について、神奈川県知事の開設許可。
  - 同年4月、南部市場が地方卸売市場に転換して川崎市地方卸売市場南部市場として業務開始。

## 市場
| 市場名   | 開場年月日                 | 取扱品目           | 所在地        | 敷地面積  | 主な施設の延面積                                   | 冷蔵庫面積                                  | 関連商品売場棟 |
| -------- | -------------------------- | ------------------ | ------------- | --------- | -------------------------------------------------- | ------------------------------------------- | -------------- |
| 北部市場 | 1982年 （昭和57年） 7月1日 | 青果物 水産物 花き | 宮前区水沢1-1 | 168,587㎡ | 青果棟：39,899㎡ 水産棟：23,982㎡ 花き棟： 3,582㎡ | 第一冷蔵庫棟：6,280㎡ 第二冷蔵庫棟：5,998㎡ | 12,779㎡       |

（市場の施設概要出典：川崎市のHP）

### 北部市場の事業者
| 区分   | 卸売業者数 | 卸売業者名称                                              | 仲卸業者数 | 売買参加者数 | 関連事業者数                            |
| ------ | ---------- | --------------------------------------------------------- | ---------- | ------------ | --------------------------------------- |
| 青果部 | 1社        | 東一川崎中央青果株式会社                                  | 19社       | 147社        | 第1種関連事業者49社 第2種関連事業者24社 |
| 水産部 | 2社        | 横浜丸魚株式会社川崎北部支社 横浜魚類株式会社川崎北部支社 | 51社       | 7社          | 第1種関連事業者49社 第2種関連事業者24社 |
| 花き部 | 1社        | 川崎花卉園芸株式会社                                      | 2社        | 498社        | 花き関連資材等2社                       |

## かつて存在した市場
| 市場名   | 開場年月日               | 閉場年月日                      | 取扱品目      | 所在地                 | 敷地面積 | 廃止の理由           |
| -------- | ------------------------ | ------------------------------- | ------------- | ---------------------- | -------- | -------------------- |
| 南部市場 | 1982年 （昭和57年） 11月 | 2007年 （平成19年） 3月31日転換 | 青果物 水産物 | 幸区南幸町3丁目126番地 | 32,224㎡ | 地方卸売市場への転換 |

## その他
買出し客の多い時間帯を避ければ関連棟のみならず仲卸売場でも一般客も買い物をすることができる。
2018年に北部市場の水産仲卸協同組合が産学官及び異業種連携により日本で初めて鮮魚の熟成化技術を用いた熟成魚の市販化に成功した。明治大学と（株）ミートエポックが開発した熟成製造技術「エイジングシート」を用い、川崎市と川崎信用金庫が橋渡しとなり実現にこぎ着けた。